# Гагельстром, Николай Иванович
Николай Иванович Гагельстром (1812, Санкт-Петербург — 1883, Динабург) — динабургский городской голова. Генерал-майор русской армии. Гласный Динабургской городской думы. Главный инженер Динабургской крепости.

## Биография

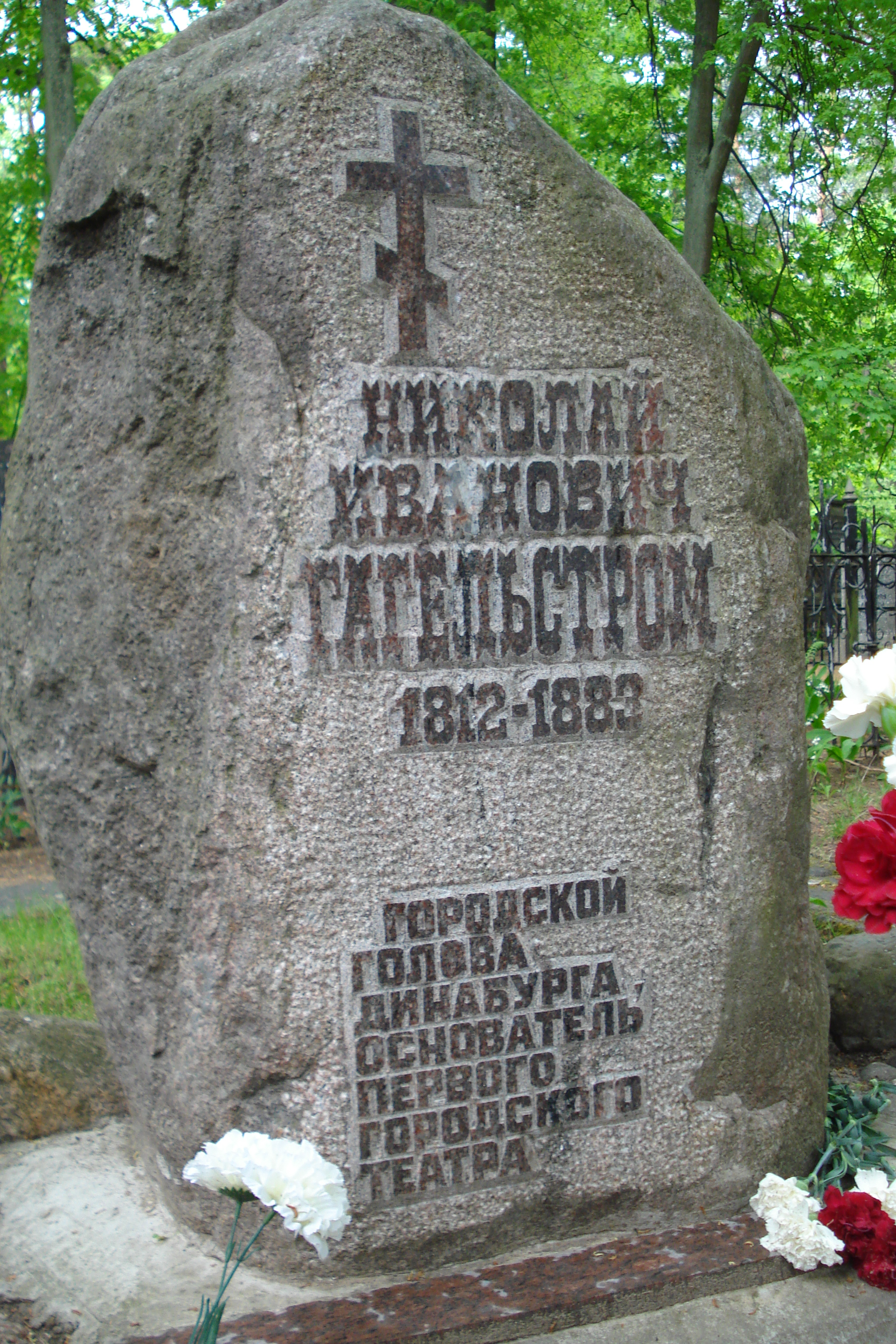
Могила Гагельстрома на православном кладбище Даугавпилса

Родился в Петербурге. Окончил в столице Главное инженерное училище. Произведён в офицеры 26 ноября 1828 года. Служил военным инженером в Императорской армии. Командир Динабургского инженерного арсенала (назначен в чине подполковника 8 мая 1852 года), затем главный инженер крепости. 17 апреля 1855 года произведён в полковники. 16 июня 1865 года в чине генерал-майора Гагельстром вышел в отставку. В том же году был избран Динабургским городским головой.

«человека умного, образованного, энергичного и отличавшегося постоянною, кипучею своею деятельностью» (Воспоминания Теобальда, 1890. С. 120).

### Городской голова
В 1856 году основал первый театр в городе. Театр считался лучшим в северо-западной части Российской империи, был гордостью и достопримечательностью Динабурга.

…чуть ли не все состояние своё и, кажется, жены убил сначала на сооружение здания театра, а затем на его содержание.— Плац-адъютант динабургской крепости фон Роткирх
По инициативе городского головы был заложен первый городской парк Александра Невского, который сегодня носит имя Андрея Пумпура. Был разработан и утверждён план застройки города. В 1874 году был открыт городской общественный банк.

## Награды
- Орден Св. Станислава 3-й ст. (20 декабря 1837)
- Орден Св. Анны 3-й ст. (6 декабря 1847)
- Орден Св. Анны 2-й ст. (1851, императорская корона к ордену в 1854)
- Орден Св. Станислава 2-й ст. с императорской короной (1858)
- Орден Св. Владимира 4-й ст. (1861)
- Орден Св. Владимира 3-й ст. (1864)
- Медали в память о войне 1853—1856 гг., за усмирение польского мятежа 1863—1864 гг.
- Знак отличия беспорочной службы за XX лет (1853) и за XXV лет (1856)

## Семья
Вместе с супругой Матильдой Егоровой Гагельстром воспитывал приёмного сына, впоследствии генерал-лейтенанта Владимира Васильевича Трейтера (1840—1907), сына врача В. В. Трейтера.